# Coupe d'Allemagne de football 1996-1997
Navigation
Édition précédente Édition suivante
La coupe d'Allemagne de football 1996-1997 est la cinquante quatrième édition de l'histoire de la compétition. La finale a lieu à l'Olympiastadion de Berlin.
Le VfB Stuttgart remporte le trophée pour la troisième fois de son histoire. Il bat en finale le Energie Cottbus sur le score de 2 buts à 0.

## Premier tour
Les résultats du premier tour
| Date           | Domicile               | Extérieur                | Score                        |
| -------------- | ---------------------- | ------------------------ | ---------------------------- |
| 09 - 08 - 1996 | 1.FC Nuremberg         | 1. FSV Mayence 05        | 1 - 0                        |
| 10 - 08 - 1996 | Hambourg SV (2)        | Arminia Bielefeld        | 1 - 3                        |
| 10 - 08 - 1996 | FC Bremerhaven         | Karlsruher SC            | 2 - 3                        |
| 10 - 08 - 1996 | 1. FC Schweinfurt 05   | Hansa Rostock            | 2 - 5                        |
| 10 - 08 - 1996 | SV Bonlanden           | VfL Bochum               | 2 - 4 (a. p.)                |
| 10 - 08 - 1996 | Rot-Weiß Oberhausen    | FC St. Pauli             | 1 - 4                        |
| 10 - 08 - 1996 | Tennis Borussia Berlin | Bayern Munich            | 0 - 3                        |
| 10 - 08 - 1996 | FV Donaueschingen      | 1. FC Cologne            | 1 - 3                        |
| 10 - 08 - 1996 | Bayer Leverkusen       | MSV Duisbourg            | 1 - 3 (a. p.)                |
| 10 - 08 - 1996 | SpVgg Greuther Fürth   | 1. FC Kaiserslautern     | 1 - 0                        |
| 10 - 08 - 1996 | Kickers Emden          | Fortuna Düsseldorf       | 1 - 3                        |
| 10 - 08 - 1996 | VfR Mannheim           | Borussia Mönchengladbach | 0 - 2                        |
| 10 - 08 - 1996 | VfB Stuttgart          | Fortuna Cologne          | 0 - 0 (a. p.) (t.a.b. 4 - 1) |
| 10 - 08 - 1996 | KFC Uerdingen          | SC Fribourg              | 0 - 2                        |
| 10 - 08 - 1996 | Greifswalder SC        | SpVgg Unterhaching       | 0 - 3                        |
| 10 - 08 - 1996 | Borussia Neunkirchen   | VfB Leipzig              | 1 - 1 (a. p.) (t.a.b. 5 - 4) |
| 10 - 08 - 1996 | Wacker Nordhausen      | TSV 1860 Munich          | 1 - 5                        |
| 11 - 08 - 1996 | 1. FC Lok Stendal      | Hertha BSC Berlin        | 1 - 5                        |
| 11 - 08 - 1996 | SSV Ulm 1846           | FC Schalke 04            | 0 - 2                        |
| 11 - 08 - 1996 | SG Wattenscheid 09     | Borussia Dortmund        | 4 - 3 (a. p.)                |
| 11 - 08 - 1996 | TuS Paderborn-Neuhaus  | Hambourg SV              | 1 - 3                        |
| 11 - 08 - 1996 | Chemnitzer FC          | SV Waldhof Mannheim      | 0 - 1                        |
| 11 - 08 - 1996 | FSV Salmrohr           | VfB Oldenburg            | 1 - 3                        |
| 11 - 08 - 1996 | Hanovre 96             | FC Gütersloh             | 1 - 0                        |
| 11 - 08 - 1996 | SV Wehen Taunusstein   | VfB Lübeck               | 1 - 2                        |
| 11 - 08 - 1996 | VfB Leipzig II         | VfL Wolfsbourg           | 0 - 4                        |
| 11 - 08 - 1996 | Energie Cottbus        | Stuttgarter Kickers      | 1 - 0 (a. p.)                |
| 11 - 08 - 1996 | SSV Vorsfelde          | SV Meppen                | 0 - 2                        |
| 11 - 08 - 1996 | Karlsruher SC          | FC Carl Zeiss Jena       | 2 - 0                        |
| 11 - 08 - 1996 | Kieler SV Holstein     | Eintracht Francfort      | 2 - 4                        |
| 11 - 08 - 1996 | TSG Pfeddersheim       | FSV Zwickau              | 1 - 2                        |
| 11 - 08 - 1996 | Werder Brême           | Bayer Leverkusen         | 1 - 1 (a. p.) (t.a.b. 5 - 3) |

## Deuxième tour
Les résultats du deuxième tour
| Date           | Domicile                 | Extérieur           | score                        |
| -------------- | ------------------------ | ------------------- | ---------------------------- |
| 31 - 08 - 1996 | Karlsruher SC            | Hansa Rostock       | 2 - 0                        |
| 31 - 08 - 1996 | MSV Duisbourg            | VfB Lübeck          | 1 - 0 (a. p)                 |
| 31 - 08 - 1996 | Borussia Neunkirchen     | FC St. Pauli        | 1 - 3                        |
| 31 - 08 - 1996 | SV Meppen                | Eintracht Francfort | 6 - 1                        |
| 31 - 08 - 1996 | Energie Cottbus          | VfL Wolfsbourg      | 1 - 0                        |
| 01 - 09 - 1996 | SpVgg Greuther Fürth     | 1. FC Nuremberg     | 2 - 1                        |
| 01 - 09 - 1996 | FSV Zwickau              | 1.FC Cologne        | 3 - 1 (a. p.)                |
| 17 - 09 -199   | SG Wattenscheid 09       | Karlsruher SC       | 0 - 0 (t.a.b. 2 - 4)         |
| 18 - 09 - 1996 | VfB Oldenburg            | Werder Brême        | 1 - 2                        |
| 01 - 10 - 1996 | Arminia Bielefeld        | SpVgg Unterhaching  | 0 - 1                        |
| 01 - 10 - 1996 | SV Waldhof Mannheim      | SC Fribourg         | 0 - 1                        |
| 01 - 10 - 1996 | Hanovre 96               | TSV 1860 Munich     | 2 - 4                        |
| 01 - 10 - 1996 | Hertha BSC Berlin        | VfB Stuttgart       | 1 - 1 (a. p.) (t.a.b. 4 - 5) |
| 01 - 10 - 1996 | Fortuna Düsseldorf       | Hambourg SV         | 1 - 4                        |
| 01 - 10 - 1996 | FC Schalke 04            | VfL Bochum          | 2 - 3                        |
| 02 - 10 - 1996 | Borussia Mönchengladbach | Bayern Munich       | 1 - 2                        |

## Huitièmes de finale
| Date       | Club recevant        | Score               | Club visiteur      |
| ---------- | -------------------- | ------------------- | ------------------ |
| 22/10/1996 | TSV 1860 Munich      | 1 - 2               | Hambourg SV        |
| 22/10/1996 | FC St. Pauli         | 1 -0                | SpVgg Unterhaching |
| 22/10/1996 | SC Fribourg          | 2 - 1               | SV Meppen          |
| 22/10/1996 | Karlsruher SC        | 0 - 1               | VfL Bochum         |
| 23/10/1996 | Energie Cottbus      | 2-2 a.p. t.a.b. 5-4 | MSV Duisbourg      |
| 23/10/1996 | SpVgg Greuther Fürth | 1 -3                | Karlsruher SC      |
| 23/10/1996 | VfB Stuttgart        | 2 - 0               | FSV Zwickau        |
| 12/11/1996 | Bayern Munich        | 3 - 1               | Werder Brême       |

## Quarts de finale
| Date       | Club recevant   | Score              | Club visiteur |
| ---------- | --------------- | ------------------ | ------------- |
| 12/11/1996 | Energie Cottbus | 0 - 0 t.a.b. 5 - 4 | FC St. Pauli  |
| 13/11/1996 | Hambourg SV     | 2 - 1              | VfL Bochum    |
| 13/11/1996 | SC Freibourg    | 1 - 1 t.a.b. 2 - 4 | VfB Stuttgart |
| 19/02/1997 | Karlsruher SC   | 1 - 0              | Bayern Munich |

## Demi-finales
| Date       | Club recevant   | Score | Club visiteur |
| ---------- | --------------- | ----- | ------------- |
| 15/04/1997 | Energie Cottbus | 3-0   | Karlsruher SC |
| 16/04/1997 | VfB Stuttgart   | 2-1   | Hambourg SV   |

## Finale[6]
| Entraîneur : |
| Joachim Löw  |

| Entraîneur : |
| Eduard Geyer |

| Entraîneur : |
| Joachim Löw  |

| Entraîneur : |
| Eduard Geyer |